# Оразбулак
Оразбула́к (каз. Оразбұлақ) — упразднённое село в Бурабайском районе Акмолинской области Казахстана. Входило в состав Абылайханского сельского округа.

## География
Село располагалось в северной части района, на расстоянии примерно 29 километров (по прямой) к северу от административного центра района — города Щучинск, в 14 километрах к востоку от административного центра сельского округа — села Кызылагаш.
Абсолютная высота — 276 метров над уровнем моря.
Ближайшие населённые пункты: село Карабауыр — на западе. 

## История
Село было упразднено в периоде 1991—1998 годов, в связи с реформами административно-территориального устройства Республики Казахстан.

## Население
В 1989 году население села составляло — 10 человек (из них казахи — основное население).
| Численность населения |
| 1989                  |
| --------------------- |
| 10                    |